# خافي نافاز
خافي نافاز (2 يونيو 1991 بلاس نافاس ديل ماركيس في إسبانيا - ) (بالإسبانية: Javier Fernández Herranz)‏ هو لاعب كرة قدم إسباني في مركز جناح ‏. لعب مع ريال بلد الوليد ب وريال بلد الوليد.

## روابط خارجية
- خافي نافاز على موقع قاعدة بيانات كرة القدم.إي يو (الإنجليزية)
- خافي نافاز على موقع Soccerway.com (الإنجليزية)